# Рударска пројектна документација
Рударска пројектна документација је документација по којој ће се изводити рударски радови на експлоатацији минералних сировина из лежишта. Рударски пројекти имају веома дуг животни век. Од почетних истраживања лежишта, преко процене ресурса и резерви, детаљних техно−економских евалуација, производње и прераде па до затварања рудника, може понекад проћи чак више од сто година.  Свака фаза развоја пројекта, без обзира на тренутно стање у коме се он налази, подлеже одређеним процедурама извођења истражних и/или рударских радова и евалуације резултата како би пројекат могао прећи у наредну фазу развоја. 

## Фазе развоја
Фазе развоја једног рударског пројекта су:
- Анализа података;
- Истравижање лежишта;
- Евалуација пројекта;
- Пројектовање и развој рударских радова;
- Производња;
- Затварање рудника;

### Анализа пројекта
Анализа пројекта, почетна фаза у којој се процењују ризици и могућност пословања, креира се тржишна стратегија и уколико су анализе повољне, аплицира се за концесију и дозволе неопходне за даљи развој пројекта. Трајање ове фазе је 1−2 године.

### Истраживање лежишта
Истраживање лежишта, фаза у којој се применом основних геолошких метода (геофизичка мерења, геохемијска анализа, узорковање итд. ) дефинише лежиште, израђује геолошки елаборат и концептуалне студије, а по потреби се раде додатна истраживања. Трајање ове фазе може бити од 2−10 година.

### Евалуација пројекта
Евалуација пројекта,фаза која има за циљ доказивање техничке, економске и еколошке одрживости будућег рудника у оквиру које се раде претходна студија оправданости, студија изводљивости и студија о процени утицаја пројекта на животну средину.

### Пројектовање и развој рударских радова
Пројектовање и развој рударских радова, фаза у оквиру које се ради неопходна инвестиционо-техничка документација и која служи за успостављање инфраструктуре на руднику (изградња: путева, постројења за прераду, система управљања заштитом животне средине, објеката за становање запослених и других објеката). Трајање ове фазе може бити од 1–3 године.

### Производња
Производња, фаза експлоатације руде унапред дефинисаном методом, припреме и прераде руде (дробљење, млевење, одвајање руде и јаловине, прерада руде у концентрат, топљење и рафинација - добијање метала из концентрата, и пречишћавање метала.

### Затварање рудника
Затварање рудника, фаза у којој се ради план управљања затварањем рудника, затим техно-економска анализа трошкова предложене стратегије затварања, решава се питање заштите животне средине и анализирају се социјално-друштвене последице процеса затварања на локалну заједницу.

## Инвестиционо−техничка документација у Републици Србији
Инвестиционо-техничка документација у Републици Србији, према којој се врши експлоатација минералних ресурса, је дефинисана важећим Законом о рударству и геолошким истраживањима (Službeni glasnik RS, 101/2015). 
Ова документација подразумева следеће документе (члан 84. Законом о рударству и геолошким истраживањима):
1. Претходна студија оправданости;
2. Студија изводљивости експлоатације лежишта минералне сировине;
3. Дугорочни програм експлоатације;
4. Рударски пројекти;
5. Годишњи оперативни план;[3]

## Инвестиционо−техничка документација према светским стандардима у рударству
Већина водећих земаља које имају јаку рударску индустрију присутне су на већини светских берзи у оквиру којих обављају свој бизнис под окриљем интернационалне организације CRISCO.  Ова организација је формирана 1994. године под покровитељством Већа рударских и металуршких института (CMMI - Council of Mining and Metallurgical Institutes) и представља групу представника организација које су одговорне за израду кодекса и смерница за извештавање о ресурсима у (Abbott Jr, 2017):
- JORC (Joint Ore Reserves Committee) (JORC, 2018), Аустралија24,
- CBRR (Comissão Brasileira de Recursos e Reservas) (CBRR, 2018), Бразил,
- CIM (Canadian Institute of Mining, Metallurgy and Petroleum) (CIM, 2018), Канада,
- Comisión calificadora de competencias en recursos y reservas mineras (Comisionminera, 2018), Чиле,
- PERC (Pan-European Reserves & Resources Reporting Committee) (PERC, 2018), Европа,
- MPIGM (Mongolian Professional Institute of Geosciences and Mining) (Mining), Монголија,
- NAEN (Национальная ассоциация по экспертизе недр) (НАЭН, 2018), Русија, SAMREC (South African Code For The Reporting Of Exploration Results, Mineral Resources And Mineral Reserves) (SAMREC, 2018), Јужна Африка и
- SME (Society for Mining, Metallurgy, and Exploration) (SME, 2018), САД. [5]

## Стандарди за процену ресурса и резерви
| Стандард                          | Извор |
| CRIRSCO                           | http://www.crirsco.com/news_items/5_standard_definitions.pdf Архивирано на веб-сајту (29. фебруар 2016)                               |
| JORC CODE, Аустралија             | http://www.jorc.org/docs/jorc_code2012.pdf                                                                                            |
| CBRR, Бразил                      | https://www.crisco.com/docs/CBRR_Documents_Guide.pdf%5B%5D                                                                            |
| CIM GUIDELINES (NI43-101), Канада | https://www.crisco.com/docs/cim_definition_standards_20142.pdf%5B%5D                                                                  |
| PERC Reporting Code, Европа       | https://www.crisco.com/perc_reporting_standard_2013.rev2.pdf%5B%5D                                                                    |
| KAZRC, Казахстан                  | https://www.crirsco.com/docs/Kazakhstan_Code.pdf Архивирано на веб-сајту (20. август 2018)                                            |
| MPIGM, Монголија                  | http://www.crirsco.com/docs/The_MRC_Code.pdf Архивирано на веб-сајту (19. октобар 2021)                                               |
| NAEN Code, Русија                 | http://www.crirsco.com/news_items/naen_code.pdf Архивирано на веб-сајту (19. август 2019)                                             |
| SAMREC Code, Јужна Африка         | http://www.crirsco.com/docs/SAMREC_2016.pdf%5B%5D                                                                                     |
| SME GUIDE, САД                    | http://www.crirsco.com/docs/2014_sme_guide_%20june_10_2014_appendix_a_update_march_2016.pdf Архивирано на веб-сајту (26. јануар 2021) |
| UNFC, Уједињене нације            | http://www.unece.org/info/ece-homepage.html                                                                                           |
| CERTIFICATION Code, Чиле          | http://www.crirsco.com/docs/2015_Codigo_Ingles.pdf Архивирано на веб-сајту (3. август 2021)                                           |